# Ferrari 512
Ferrari 512S - гоночный автомобиль класса GT, разработанный Ferrari в самом конце 1960-х годов и построенный в 25 экземплярах специально для участия в Чемпионате Мира по гонкам на спортивных автомобилях. В гонках данного чемпионата сезонов 1970 и 1971 стал основным конкурентом для Porsche 917.

## История создания
В октябре 1967 года C.S.I. объявила об очередном изменении регламента Чемпионата Мира по гонкам на спортивных автомобилях. Рабочий объём моторов автомобилей класса Prototype, в котором до сих пор выступали наиболее успешные автомобили Ferrari, был ограничен 3 литрами. Рабочий объём автомобилей класса GT был ограничен 5 литрами при гарантированном объёме выпуска в не менее чем 50 автомобилей. Гоночный автомобиль Ferrari 312P (Prototype) оказался не слишком удачным. Но на сезон 1969 года минимальное ограничение в 50 автомобилей для GT ввиду низкой заинтересованности производителей было пересмотрено в сторону уменьшения до 25 автомобилей, что и сподвигло Ferrari на разработку и выпуск ограниченной серии Ferrari 512S, фактически ставшей эволюцией штучных 312P.

## Гоночная история

### 1970 год
В первой гонке сезона 24 часа Дайтоны участвовало пять Ferrari 512 S. Лишь одному экипажу, пилотируемому Марио Андретти, Артуро Мерцарио и Жаки Иксом, удалось завершить гонку выйдя на третье место позади двух Porsche 917.
21 марта состоялась 12 часовая гонка Себринга на которой приняло участие четыре Ferrari 512 S. Один из них, пилотируемый Иньяцио Джунти и Нино Ваккарелла, занял первое место. Остальные три Ferrari 512 S не смогли добрать до финиша.
На гонке 1000 км Брэндс-Хэтча Ferrari 512 S, пилотируемый Крисом Эймонсом и Артуро Мерцарио, пришел пятым. Первые три места оставили за собой Porsche 917, а четвертое занял Porsche 908.
На гонке 1000 км в Монце победа была завоевана Porsche 917, тогда как Ferrari 512 S прибыли на вторую, третью и четвертую позиции. Кроме того еще два Ferrari 512 S заняли восьмое и девятое место.
На гонке 1000 км Спа Porsche 917 снова завоевал первое и третье место. Ferrari 512 S сумел занять второе и четвертое место.
На 1000 км Нюрбургринга Ferrari 512 S занял третье и четвертое место.
На гонке 24 часа Ле-Мана Porsche завоевал первые три позиции, с двумя 917 и 908. Ferrari 512 S заняли четвертую и пятую позицию.
В 6 часовой гонке Уоткинс Глен  Ferrari 512 S, пилотируемый Марио Андретти и Иньяцо Джунти, занял третье место. Porsche 917 занял второе место.
Последней гонкой сезона стала 1000 км Цельтвег. Ferrari 512 S занял лишь седьмое место. В этой гонке также дебютировал новый Ferrari 512 M, но его пришлось снять из-за проблем с проводкой.

### 1971 год
Ferrari 512 M не удалось выиграть ни одной гонки на чемпионате мира. Успех для Ferrari 512 M пришел на гонке 2 мая на автодроме Энцо и Дино Феррари, проходившей в рамках чемпионата Interserie. 

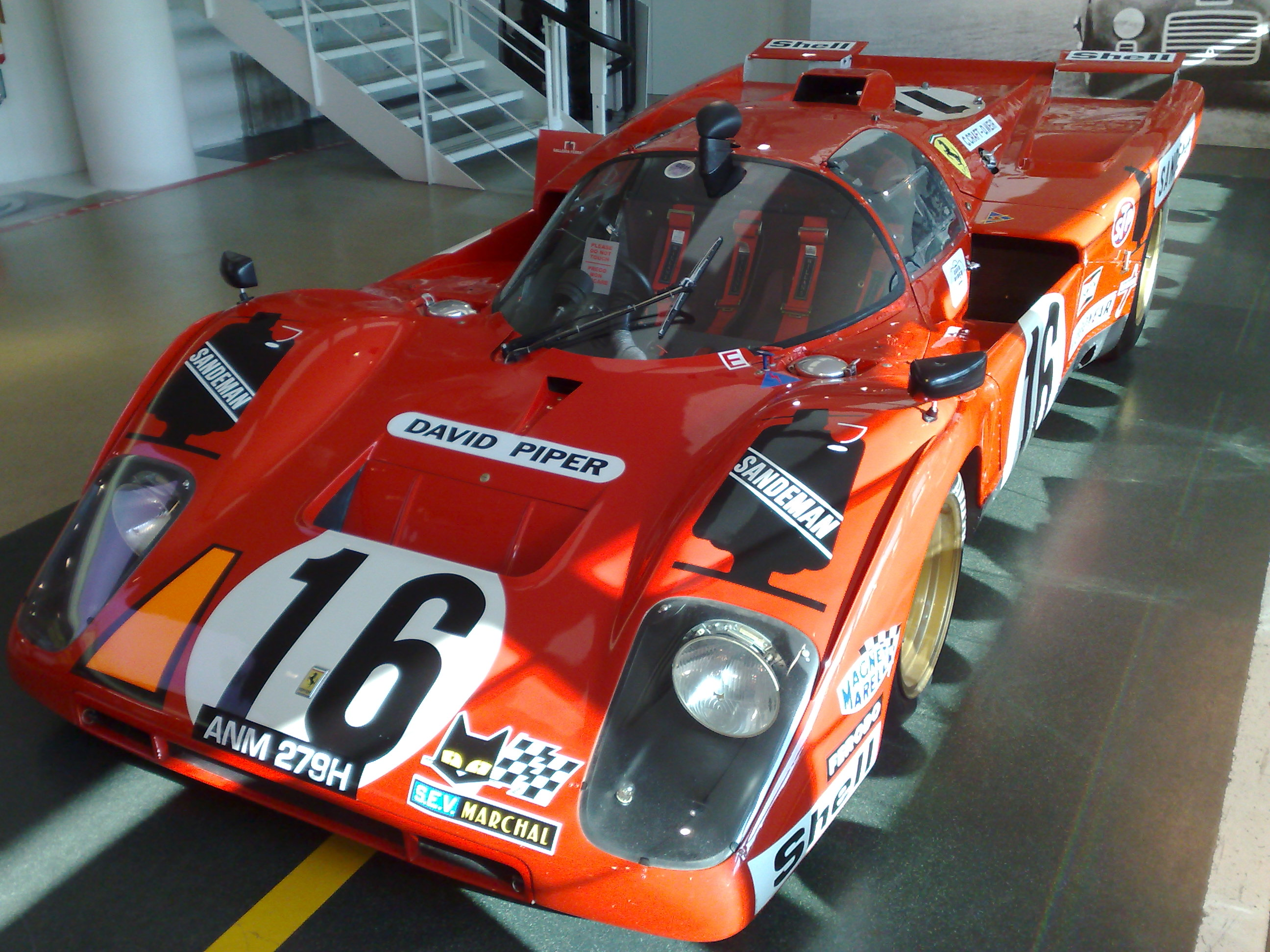
Ferrari 512 М в Галерее Феррари в Маранелло